# 謝疆
謝疆（?—?），又作謝彊，唐朝黔州南謝蛮首领。
他是漢朝牂柯大姓謝氏的後裔，從晉朝謝恕之後，雄踞一方，世代為酋長。因為在牂柯之南，稱之為南謝（今貴州省貴陽市、惠水縣、獨山縣、羅甸縣一带）。唐太宗贞观三年（629年）和東謝、西謝一起遣使入贡，唐太宗李世民以其地为莊州，謝疆为莊州刺史。